# ميشيل فيتالي
ميشيل فيتالي (بالإيطالية: Michele Vitali)‏ مواليد 31 أكتوبر 1991، هو لاعب كرة سلة إيطالي يلعب في ليغا باسكيت الدرجة الأولى ويحمل الرقم 13. مثّل منتخب إيطاليا لكرة السلة.

## فرق لعب لها
- يوفي كازيرتا باسكت

## روابط خارجية
- ميشيل فيتالي على موقع الاتحاد الدولي لكرة السلة (الإنجليزية)
- ميشيل فيتالي على موقع الدوري الأوروبي لكرة السلة (الإنجليزية)
- ميشيل فيتالي على موقع الدوري الإسباني لكرة السلة (الإسبانية)
- ميشيل فيتالي على موقع كرة السلة الأوروبية.كوم (الإنجليزية)
- ميشيل فيتالي على موقع ريلجم (الإنجليزية)
- ميشيل فيتالي على موقع بروبوليرز (الإنجليزية)
- ميشيل فيتالي على موقع سبورتس رفرنس (الإنجليزية)
- ميشيل فيتالي على موقع أوليمبيديا (الإنجليزية)